# Лаврентьев, Борис Иннокентьевич
Борис Иннокентьевич Лаврентьев (31 июля [12 августа] 1892, Казань — 9 февраля 1944, Москва)  —   советский учёный-нейрогистолог, член-корреспондент АН СССР. Лауреат Сталинской премии 1941 г.

## Биография
Учился в Казани: С 1901 г. в реальном училище (1908), а потом на медицинском факультете Казанского университета (1914). 
По  окончании университета специализировался на кафедре гистологии у Д. А. Тимофеева и А. Н. Миславского, где установил в сердце млекопитающих наличие чувствительных нервных окончаний, изменяющихся после пересечения блуждающих нервов. При этом Борис Иннокентьевич использовал усовершенствованный им самостоятельно пособ окраски срезов раствором серебра.
Затем Лаврентьев совершенствовался в Голландии в лаборатории нейрогистолога профессора Буке.
В 1927 он становится профессором 1-го Московского университета. В 1929 году он выступает с результатами исследований последствий пересечения блуждающих нервов в сердце: деталями распределения образуемых при этом нервных окончаний — синапсов на нервных клетках сердца. Впоследствии он  опубликовал работы по перерождению нервных терминалей в миокарде после перерезки симпатических нервов.
С 1930 г. Лаврентьев -- профессор 1-го Московского медицинского института.
Специалист по нейрогистологии. Провел прижизненные исследования синапсов, разработал современную классификацию интероцепторов, заложил основы патогистологии периферической нервной системы.
В 1939 г. опубликовал научную работу «Морфология антагонистической иннервации в автономной нервной системе и методы её исследования», за которую в 1941 г. ему была присуждена Сталинская премия.
Член-корреспондент АН СССР (29.01.1939, гистология, Отделение математических и естественных наук). Заслуженный деятель науки РСФСР (1940).
Награждён орденом Трудового Красного Знамени (1943).
Похоронен на Ваганьковском кладбище.